# Ranuccio I Farnese
Ranuccio I Farnese (ur. 28 marca 1569 w Parmie, zm. 5 marca 1622 tamże) – książę Parmy i Piacenzy oraz Castro.
Był synem księcia Parmy i Piacenzy oraz Castro Aleksandra i jego żony, księżnej Marii Portugalskiej. Po śmierci ojca 3 grudnia 1592 wstąpił na tron.
7 maja 1600 w Rzymie poślubił córkę księcia Carpineto generała Gianfrancesco Aldobrandiniego i jego żony księżnej Rossano Calabro Olimpii – Małgorzatę. Para miała dziewięcioro dzieci:
- Aleksandra Franciszka Marię (1602-1602)
- Marię (1603-1603)
- Aleksandra (1610-1630), głuchoniemego
- Edwarda I (1612-1646), kolejnego księcia Parmy, Piacenzy i Castro
- Horacego (1613-1614)
- Marię Katarzynę (1615-1646), przyszłą księżną Modeny i Reggio
- Marię (1618-1618)
- Wiktorię (1618-1649), przyszłą księżną Modeny i Reggio
- Francesco (1620-1647), kardynała
- Ottavio (1641-1641)

Miał również sześcioro nieślubnych dzieci. Dwoje z nich pochodziło ze związku z Briseide Ceretoli:
- Ottavio (1598-1643), pan Borgo San Donnino, Fiorenzuola, Val di Nure, Leonessy, Cittaducale, Montereale, Penne, Campli, Ortony, Altamury, Castellamare i Roccaguglielmy
- Izabela (1600-1645), księżna Palestrina, Carbognano i Bassanello

Pozostałymi nieślubnymi dziećmi Ranuccio I były:
- Franciszek (1602-?), zmarły młodo
- Aleksander (1603-?), zmarły młodo
- Maura Małgorzata (1604-1663), zakonnica
- Katarzyna (1616-1675), zakonnica